# Francesco Bianchini
Francesco Bianchini (latinisiert Franciscus Blanchinus; * 13. Dezember 1662 in Verona; † 2. März 1729 in Rom) war ein italienischer Philosoph, Astronom und Archäologe.

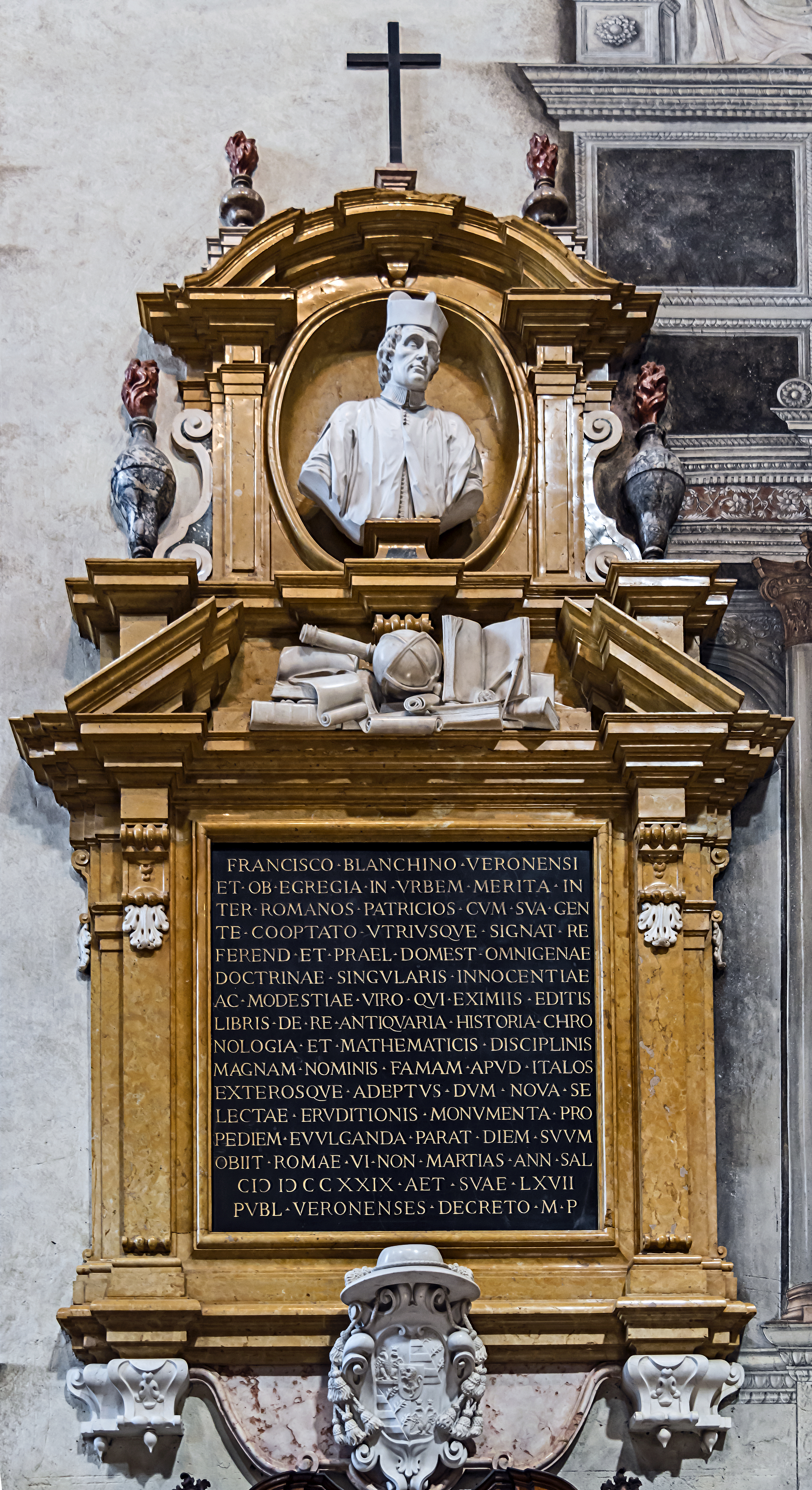
Denkmal in der Kathedrale von Verona

## Leben und Wirken
Bianchini wurde als Sohn von Giuseppe Bianchini und seiner Frau Cornelia Vailetti in einer adligen Familie in Verona geboren. Er wurde von Jesuiten in Bologna und von dem paduanischen Astronomen Geminiano Montanari unterrichtet und verbrachte die meiste Zeit seines Studiums an der Universität Padua mit dem Studium von Kometen, während er sich für Theologie einschrieb. Diese frühe Ausbildung in Astronomie begründete Bianchinis Engagement für die experimentellen und physikalischen Wissenschaften. Im Jahr 1684 ging er nach Rom und wurde Bibliothekar von Kardinal Ottoboni, der ihn als Papst Alexander VIII. (1689) zum päpstlichen Kämmerer und Kanoniker der Basilica di Santa Maria Maggiore erhob. Clemens XI. entsandte ihn 1712 nach Paris und beauftragte ihn mit der Gründung eines Museums für christliche Altertümer.
Als Sekretär der Kommission zur Verbesserung des Kalenders und arbeitete an der Methode, um das korrekte Datum für Ostern in einem gegebenen Jahr zu errechnen.
Papst Alexander VIII. verlieh ihm eine reiche Pfründe, und Clemens XI. ernannte ihn zum Sekretär der Kommission zur Verbesserung des Kalenders, die an der Verbesserung der Methode arbeitete, das korrekte Datum für Ostern in einem gegebenen Jahr zu errechnen.

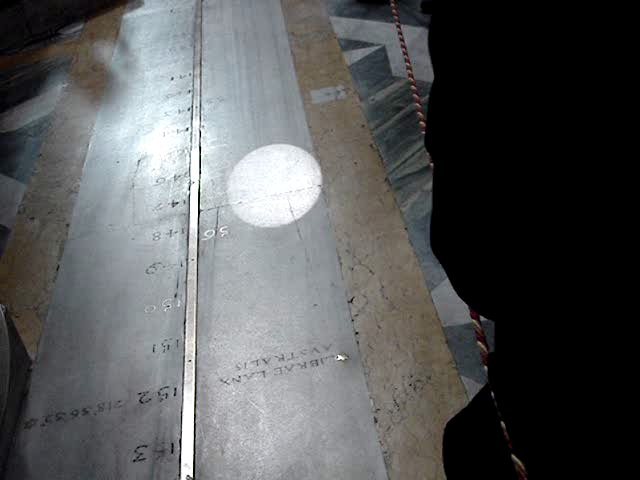
Ein Gnomon in der Südwand der Santa Maria degli Angeli e dei Martiri projiziert an jedem Sonnenmittag das Bild der Sonne auf Bianchinis Linie

Seine Ableitung einer Rotationsperiode der Venus basierte auf der Beobachtung ihrer Oberfläche mit einem 2,6" (66mm) Luftteleskop mit 30,5 m Brennweite.  Heute wissen wir, dass dies aufgrund der dichten Wolkendecke auf diesem Planeten unmöglich ist. Er arbeitete auch an der Parallaxe der Venus und maß die Präzession der Rotationsachse der Erde.
Im Rahmen seiner Bemühungen, die Genauigkeit des Kalenders zu verbessern, wurde Bianchini von Clemens XI. beauftragt, in Michelangelos Basilika Santa Maria degli Angeli e dei Martiri in Rom eine wichtige Meridianlinie zu konstruieren, eine Vorrichtung zur Berechnung der Position von Sonne und Sternen. Weitere Vorrichtungen für die Berechnung der Position der Sonne und der Sterne finden sich in der Kathedralkirche San Petronio in Bologna und in der Basilika von Santa Maria degli Angeli e dei Martiri in Rom.
1713 wurde er auf Vorschlag von Isaac Newton zum Mitglied der Royal Society gewählt. Seit 1699 war er Mitglied der Académie des sciences.
Krater auf dem Mars und dem Mond sowie der Asteroid (42775) Bianchini wurden nach ihm benannt.
Bianchini betätigte sich auch als Topograph und Archäologe des alten Roms sowie als Sammler. 1726 wurde in der Nähe der Via Appia ein Bauwerk (das Kolumbarium der Livia) entdeckt und ausgegraben, das aus drei Grabkammern einiger Diener und Freigelassener des Augustus und seiner Frau Livia bestand. Bianchini erforschte diese Räume und veröffentlichte eine Beschreibung. Im Jahr 1727 stürzte er bei der Erforschung der Ruinen des Palastes der Cäsaren auf dem Palatin (Palast des Domitian) durch die Decke eines Gewölbes und wurde schwer verletzt.
Er starb am 2. März 1729 in Rom und wurde in Santa Maria Maggiore beigesetzt. Zu seinem Gedenken wurde im Dom von Verona ein Denkmal errichtet.
Sein erster Biograph war Alessandro Mazzoleni, dessen Vita di monsignor Francesco Bianchini veronese 1735 in Verona erschien.

## Werke

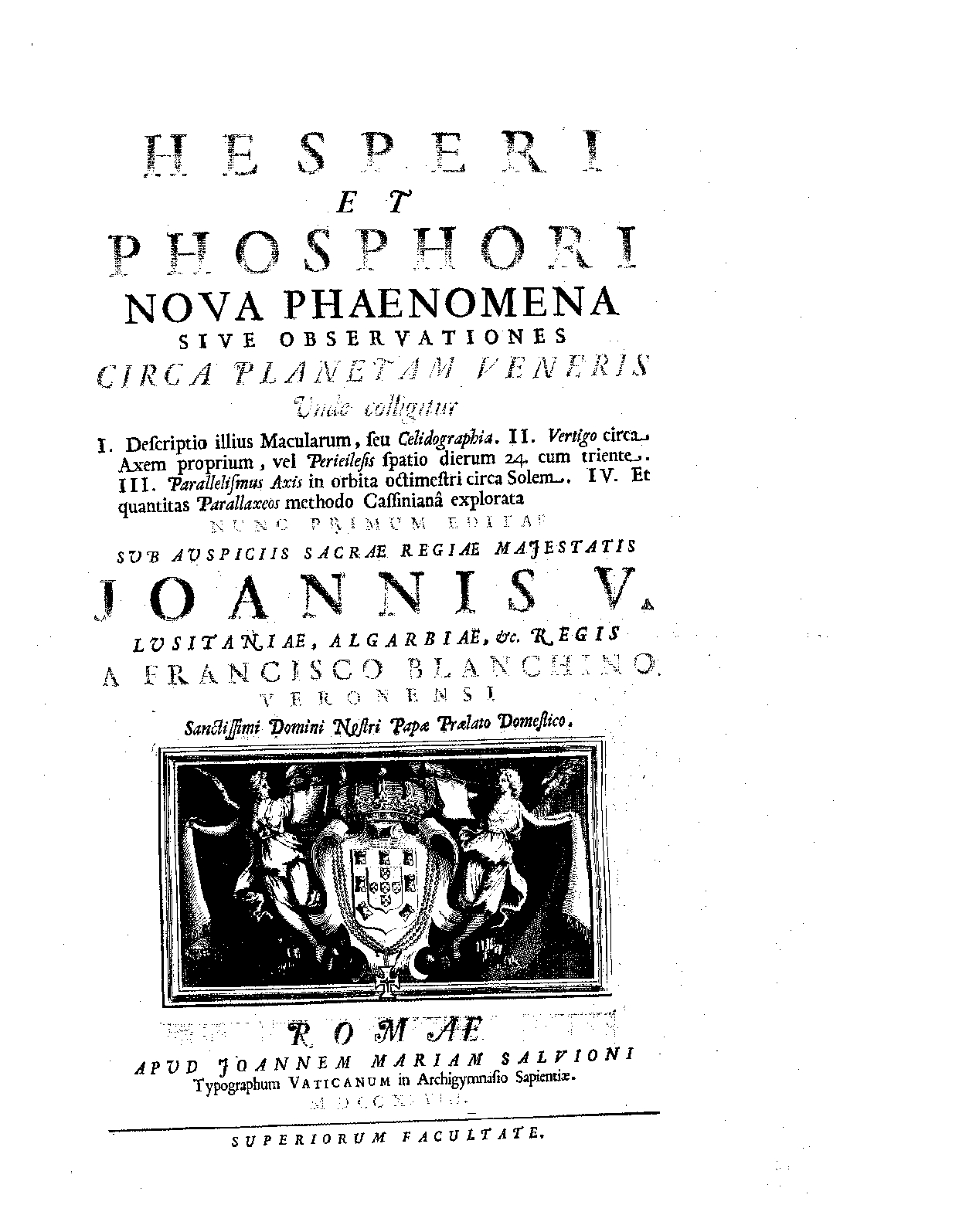
Hesperi et Phosphori nova phaenomena, 1728

Er veröffentlichte viele Bücher, darunter:
- Storia universale, provata co' monumenti, e figurata co' simboli degli antichi (Rom, 1697 und 1747)
- De Calendario et Cyclo Caesaris (1703)
- De vitis romanorum pontificum a Petro Apost. ad Nicolaum I. 4 Bde. (Rom, 1718–35)
- Camera Ed Inscrizioni Sepulcrali De' Liberti, Servi, ed Ufficiali della Casa di Augusto Scoperte nella Via Appia, ed illustrate Con le Annotazioni (Rom, 1727)
- Hesperi et Phosphori nova phaenomena sive observationes circa planetam Veneris (Rom, 1728), in dem er behauptete, die Venus drehe sich in 24 Tagen und 8 Stunden.
- Astronomicae et Geographicae Observationes Selectae (1737) (posthum)
- Del Palazzo de Cesari Opera Postuma (Verona, 1738) (posthum)
- De Tribus Generibus Instrumentorum Musicae Veterum Organicae (Rom, 1742) (posthum) Eine Abhandlung über die Musikinstrumente Griechenlands und Roms
- Opuscula Varia (1754) (posthum)